# Aglaia stellatopilosa
Aglaia stellatopilosa är en tvåhjärtbladig växtart som beskrevs av Pannell. Aglaia stellatopilosa ingår i släktet Aglaia och familjen Meliaceae. Inga underarter finns listade i Catalogue of Life.